# بيهنام بارزاوي
بيهنام بارزاوي (11 فبراير 1993 ببهبهان في إيران - ) هو لاعب كرة قدم إيراني في مركز الهجوم. شارك مع منتخب إيران تحت 20 سنة لكرة القدم ومنتخب إيران تحت 23 سنة لكرة القدم. أما مع النوادي، فقد لعب مع نادي استقلال طهران ونادي راه آهن ونادي صنعت نفط عبادان.